# Ludwig Zind
Ludwig Pankraz Zind, né le 13 février 1907 et décédé le 13 avril 1973, est un professeur certifié allemand (Studienrat) d'Offenbourg, qui s'est fait connaître à l'échelle nationale à la fin des années 1950, dans le cadre d'une affaire qui porte son nom. 

## L'affaire Zind
Dans la nuit du 23 au 24 avril 1957, à l'auberge Zähringer Hof à Offenbourg, un débat animé oppose l'enseignant Ludwig Zind au négociant Kurt Lieser. La discussion se termine par des insultes antisémites contre les survivants des camps de concentration et contre le demi-juif Lieser par le professeur Zind, à l'occasion d'un débat public sur l'antisémitisme dans la jeune République fédérale d'Allemagne.  Zind affirme entre autres, que les Juifs sont responsables de la disparition de la République de Weimar et donc de la nécessité pour le Troisième Reich de les supprimer. Zind ajoute que le gazage des Juifs pendant le Troisième Reich était juste et que les concepts de base du nazisme étaient également corrects. Plusieurs fois Zind déclare qu'il est dommage que Lieser n'ai pas été gazé, et que cela avait été sans doute un oubli. En plus Zind va traiter Lieser de cochon et de Dreckjude (sale Juif).   
Lieser, après avoir consulté Schiruska, directeur du tribunal de grande instance, informe de l'incident le Haut Conseil des Israélites de Bade, qui prévient alors le ministère des cultes à Stuttgart.  
Le ministère demande à l'Inspection supérieure des écoles de Fribourg-en-Brisgau d'étudier le cas et de demander des éclaircissements au directeur du Grimmelshausen-Gymnasium où professait Zind. Un débat s'engage au lycée, mais Zind refuse de revenir sur ses déclarations. Il rajoute même : « Je ne m'aplatis pas devant un Juif, je préfère balayer les rues » et « Israël sera anéantie ». 
Devant l'inaction de l'Inspection supérieure, Lieser, fin 1957, avertit le bureau de Stuttgart du Der Spiegel. Le 18 décembre, le magazine d'informations publie un article sur l'affaire Zind. La publication de l'article, a de nombreuses répercussions : l'Inspection supérieure des écoles de Freiburg engage une procédure disciplinaire contre Ludwig Zind, l'affaire est soulevée lors des questions d'actualité au parlement de Bade-Wurtemberg et le procureur général d'Offenbourg dépose une plainte contre Ludwig Zind. L'affaire est sensible, car Zind est un membre éminent de la société offenbourgeoise. Il est entre autres président du Club de gymnastique 1848.

## Le procès de Ludwig Zind
Le Tribunal régional d'Offenbourg reconnait que les déclarations de Zind justifiant la Shoah et approuvant les conceptions de base du nazisme, ainsi que ses paroles à l'égard de Lieser sont offensantes et diffamaient la mémoire des personnes décédées. Lors du procès, Ludwig Zind décrit l'état d'Israël comme un  bubon pestilentiel qui doit être anéanti et réitère son point de vue sur la dispute. 
Ludwig Zind est condamné par le Tribunal régional à un an et un jour de prison sans possibilité de libération conditionnelle. La plupart des médias font part de leur satisfaction à l'énoncé du jugement, tandis que dans la salle d'audience une partie du public exprime ouvertement sa sympathie pour Zind. 

## La fuite de Ludwig Zind
Ludwig Zind ne purge pas immédiatement sa peine, dans l'attente de son recours en révision. Le 28 novembre 1958, Zind s'enfuit en Égypte puis en Libye où il demande l'asile et reçoit un poste de professeur. Après une visite secrète en Allemagne, Zind est arrêté à Naples sur son chemin de retour vers la Libye, en raison d'un mandat d'arrêt international. En 1961, la demande d'extradition vers l'Allemagne fédérale est rejetée par l'Italie, et Zind se retrouve de nouveau libre.  
Le 11 juillet 1970, Zind est cette fois-ci arrêté par la police allemande à son arrivée à l'aéroport de Düsseldorf. Mais Zind n'ira pas en prison, sa peine ayant été assortie d'un sursis.

## Importance des médias dans l'affaire Zind
Dans l'affaire Zind, les poursuites n'ont été engagées par le ministère public qu'après la publication du magazine Der Spiegel le 18 décembre 1957. Pendant toute l'année 1957, malgré l'échec de la réunion de réconciliation entre Ludwig Zind et Kurt Lieser organisée par l'Inspection supérieure des écoles de Fribourg-en-Brisgau, rien n'a été entrepris pour sanctionner les propos antisémites de l'enseignant Zind. L'inaction de l'inspection des écoles et du ministère des cultes de Bade-Wurtemberg, ont conduit le jeune journaliste Stähle du Spiegel à révéler l'affaire afin de la rendre publique.  
Les principaux journaux allemands, tels que Die Zeit, le Frankfurter Allgemeine Zeitung, la Frankfurter Rundschau et Die Welt, ainsi que des journaux internationaux ont relaté l'affaire et mené un débat sur la persistance des idées antisémites en république Fédérale allemande, dans les années d'après-guerre. 
Dans le film allemand de 1959, Rosen für den Staatsanwalt (Des roses pour le procureur), satire sur la justice allemande d'après-guerre, l'affaire Zind est évoquée. Dans le film, Zind est dénommé Zirngiebel. Le film fait allusion à une aide éventuelle de la justice allemande dans la fuite à l'étranger de Zind.